# Liste der Baudenkmäler in Alpen (Niederrhein)
Die Liste der Baudenkmäler in Alpen (Niederrhein) enthält die denkmalgeschützten Bauwerke auf dem Gebiet der Gemeinde Alpen im Kreis Wesel in Nordrhein-Westfalen (Stand: 21. März 2022). Diese Baudenkmäler sind in der Denkmalliste der Gemeinde Alpen eingetragen; Grundlage für die Aufnahme ist das Denkmalschutzgesetz Nordrhein-Westfalen (DSchG NRW).

## Baudenkmäler
In der Gemeinde Alpen gibt es insgesamt 63 Baudenkmäler.
Die Liste umfasst falls vorhanden eine Fotografie des Denkmals, falls vorhanden den Namen, sonst kursiv den Gebäudetyp, soweit bekannt die Ortschaft, in dem das Denkmal liegt, falls vorhanden die Adresse, eine kurze Beschreibung, das Datum der Eintragung in die Denkmalliste, die Bauzeit und die Listennummer der unteren Denkmalbehörde. Der Name entspricht dabei der Bezeichnung durch die Gemeinde Alpen. Abkürzungen wurden zum besseren Verständnis aufgelöst, die Typografie an die in der Wikipedia übliche angepasst und Tippfehler korrigiert.
| Bild                                                                                                | Bezeichnung                                             | Lage                                         | Beschreibung | Bauzeit | Eingetragen seit | Denkmal- nummer |
| --------------------------------------------------------------------------------------------------- | ------------------------------------------------------- | -------------------------------------------- | --- | --- | ---------------- | --------------- |
| Simmes- oder Mostersmühle                                                                           | Simmes- oder Mostersmühle                               | Alpen Grüner Weg 2 a Karte                   | Rest einer Turmwindmühle aus Backstein | 1870/1880 | 31.07.1981       | 01              |
| BW                                                                                                  | Katstelle                                               | Alpen Rathausstraße 82 Karte                 | Backsteinkatstelle mit Fachwerk unter Krüppelwalmdach | Ende des 18. Jahrhunderts                                                                                    | 03.05.1983       | 02              |
| [[Vorlage:Bilderwunsch/code!/C:51.613739,6.456694!/D: Gebäude , Dorfstraße 68 Kirchstraße 1!/\|BW]] | Gebäude                                                 | Veen Dorfstraße 68 Kirchstraße 1 Karte       | zweigeschossiger, traufenständiger, massiver Eckbau unter Satteldach traufenständiges, zweigeschossiges, fünfachsiges Wohn- und Geschäftshaus unter Satteldach mit Krüppelwalm | 1857 | 15.12.1983       | 03              |
| weitere Bilder                                                                                      | katholische Pfarrkirche St. Ulrich                      | Alpen Ulrichstraße/Burgstraße Karte          | dreischiffige, neugotische Backsteinhallenkirche Westturm | 1873 (Kirche) 1903 (Turm)                                                                                    | 04.04.1984       | 04              |
| weitere Bilder                                                                                      | katholische Kirche St. Walburgis und Kirchhof           | Menzelen Kirchplatz 1 Karte                  | dreijochiges Langhaus mit Anbauten | 1333 (Hauptschiff) 1608 (nördliches Seitenschiff) 1890/1891 (Osterweiterung)                                 | 11.09.1984       | 05              |
| weitere Bilder                                                                                      | ehemaliger landwirtschaftlicher Betrieb                 | Alpen Rathausstraße 2 Karte                  | traufenständiges, zweigeschossiges, fünfachsiges, verputztes Backsteingebäude unter Krüppelwalmdach | um 1900 | 11.09.1984       | 06              |
| Torgebäude                                                                                          | Torgebäude                                              | Menzelen Kirchplatz 5/6 Karte                | traufenständiges, zweigeschossiges, vierachsiges, unverputztes Backsteingebäude unter Vollwalmdach | 17. Jahrhundert                                                                                              | 26.02.1985       | 07              |
| weitere Bilder                                                                                      | evangelische Pfarrkirche                                | Alpen Burgstraße/Domhofstraße Karte          | verputzte Backsteinsaalkirche | 1716 | 09.07.1985       | 08              |
| weitere Bilder                                                                                      | Bönninghardter Mühle                                    | Bönninghardt Mühlenweg 22 Karte              | Mühlenanlage mit Backsteinturm | um 1865 | 10.07.1985       | 09              |
| BW                                                                                                  | Haus Loo                                                | Alpen Römerweg 9 Karte                       | klassizistische Hofanlage bestehend aus zweigeschossigem, verputztem Backsteinwohnhaus unter Krüppelwalmdach und dreiflügeligem Wirtschaftshof | nach 1837 | 01.06.1992       | 10              |
| weitere Bilder                                                                                      | Mostersmühle                                            | Menzelen Mooßweg 21 Karte                    | Turmwindmühle mit backsteinerem Mühlenturm und zweigeschossigem Anbau unter Satteldach | 1865 | 10.07.1985       | 11              |
| katholische Pfarrkirche St. Nikolaus                                                                | katholische Pfarrkirche St. Nikolaus                    | Veen Kirchstraße Karte                       | dreischiffiges, spätgotisches, unverputztes Backsteinlanghaus dreistöckiger Westturm | 1458 (Langhaus) 1475 (Turm)                                                                                  | 10.07.1985       | 12              |
| BW                                                                                                  | Wohnstallhaus in Scheune                                | Veen Wolfhagenstraße 31 Karte                | vierachsiges Backsteinwohnstallhaus unter Krüppelwalmdach | erste Hälfte/Mitte des 19. Jahrhunderts                                                                      | 04.06.1985       | 13              |
| weitere Bilder                                                                                      | Rathaus der Gemeinde Alpen                              | Alpen Rathausstraße 5 Karte                  | zweigeschossiges, verputztes Backsteingebäude unter Walmdach | um 1900/1905                                                                                                 | 09.09.1986       | 14              |
| weitere Bilder                                                                                      | evangelische Pfarrkirche                                | Bönninghardt Bönninghardter Straße Karte     | unverputzter, neuromanischer Bruchsteinsaalbau mit dreigeschossigem Westturm und ⅝-Chorschluss | 1868 | 09.09.1986       | 15              |
| BW                                                                                                  | Katstelle                                               | Veen Bergweg 19 Karte                        | giebelständiges, eingeschossiges, unverputztes Backsteinwohnstallhaus unter Krüppelwalmdach | drittes Viertel des 19. Jahrhunderts                                                                         | 09.07.1986       | 16              |
| Kapelle                                                                                             | Kapelle                                                 | Alpen Zum Wald Karte                         | Kapellenbau | um 1900 | 06.04.1987       | 17              |
| katholische Pfarrkirche St. Vincenz                                                                 | katholische Pfarrkirche St. Vincenz                     | Bönninghardt Bönninghardter Straße 142 Karte | neugotisches Langhaus | 1861/1863 | 19.11.1987       | 18              |
| BW                                                                                                  | jüdischer Friedhof                                      | Alpen östlich der Ulrichstraße Karte         | Gelände mit etwa 59 Grabsteinen in drei Reihen | hauptsächlich erste Hälfte des 19. und zweite Hälfte des 20. Jahrhunderts                                    | 23.02.1988       | 19              |
| weitere Bilder                                                                                      | Bahnhof                                                 | Alpen Bahnhofstraße 1 Karte                  | zweigeschossiger Kubus unter Pyramidendach giebelständiges Haus unter Krüppelwalmdach | nach 1904 | 13.05.1988       | 20              |
| weitere Bilder                                                                                      | ehemalige Bahnhofsgaststätte                            | Alpen Bruckstraße 96 Karte                   | zweigeschossiger Ziegelputzbau | 1908 | 25.10.1988       | 21              |
| BW                                                                                                  | Spechtshof                                              | Alpen Rheinberger Straße 112 Karte           | Hofanlage bestehend aus zweigeschossigem, traufenständigem, unverputztem Backsteinwohnhaus unter Satteldach und dreiflügeligen, eingeschossigen, Backsteinwirtschaftsgebäuden | um 1870 | 01.10.1990       | 22              |
| BW                                                                                                  | Rosenhof                                                | Veen Veendyk 14 Karte                        | giebelständiges, eingeschossiges Backsteinwohnstallhaus | 1910 | 22.11.1991       | 23              |
| BW                                                                                                  | Koetershof                                              | Veen Dickstraße 25 Karte                     | giebelständiges, eingeschossiges, unverputztes Backsteinwohnstallhaus unter Krüppelwalmdach | 1903/1906 | 09.10.1991       | 24              |
| BW                                                                                                  | Bockstegershof                                          | Veen Dickstraße 29 Karte                     | Hofanlage bestehend aus eingeschossigem, traufenständigem, fünfachsigem, unverputztem Backsteinwohnhaus unter Krüppelwalmdach, eingeschossigem Schleppdachanbau, eingeschossigem Backsteinwirtschaftsbau, Backsteinscheune unter Krüppelwalmdach und Backsteinwirtschaftsgebäude unter Satteldach | zweite Hälfte des 18. Jahrhunderts/um 1800 zweite Hälfte des 19. Jahrhunderts                                | 22.11.1991       | 25              |
| BW                                                                                                  | Wohnstallhaus                                           | Veen Dickstraße 33 Karte                     | giebelständiges, eingeschossiges Backsteinwohnstallhaus unter Krüppelwalmdach | um 1910/1915                                                                                                 | 25.05.1992       | 27              |
| BW                                                                                                  | Dellshof                                                | Veen Dickstraße 35 Karte                     | Backsteinhofanlage bestehend aus traufenständigem, zweigeschossigem, verputztem Wohnhaus unter Vollwalmdach, eingeschossigem Backsteinhaus, Stallteil und Backsteinwirtschaftsgebäuden | 1802 um 1900 / Anfang des 20. Jahrhunderts                                                                   |                  | 28              |
| BW                                                                                                  | Backsteinwohnhaus, ehemaliges Rathaus der Gemeinde Veen | Veen Halfmannsweg 10 Karte                   | traufenständiges, zweigeschossiges, unverputztes Backsteinwohnhaus unter Krüppelwalmdach | 1909 | 09.10.1991       | 29              |
| BW                                                                                                  | Fingerhutshof                                           | Veen Schöttroy 45 Karte                      | Backsteinhofanlage bestehend aus zweigeschossigem Wohnhaus unter Walm- beziehungsweise Krüppelwalmdach, eingeschossigem Backsteinwirtschaftsteil und Backsteinmauer | 1911 | 22.11.1991       | 30              |
| BW                                                                                                  | Tackenhof                                               | Veen Tackenstraße 14 Karte                   | traufenständiges, zweigeschossiges Wohnhaus unter Krüppelwalmdach eingeschossiges Backsteinmittelhaus Stallgebäude unter Satteldächern Backsteinscheune Backsteinremise | 1912/1913 (Wohnhaus) 1907 (Wirtschaftsgebäude)                                                               |                  | 31              |
| BW                                                                                                  | Oimannshof                                              | Veen Neerender Straße 6 Karte                | zweigeschossiger, verputzter Massivbau unter Satteldach eingeschossiges Mittelhaus unter Satteldach dreiflügeliger Wirtschaftsteil unter Satteldächern | 1895 |                  | 32              |
| BW                                                                                                  | Kröllenhof                                              | Veen Neerender Straße 8 Karte                | traufenständiger, zweigeschossiger, unverputzter Backsteinbau unter Krüppelwalmdach eingeschossiges Backsteinmittelhaus unter Satteldach eingeschossiger, verputzter Backsteinbau Backsteinschuppen                                                                                               | 1910/um 1925 (Wohnhaus) Ende des 19. Jahrhunderts/20. Jahrhundert (Wirtschaftsgebäude)                       | 09.10.1991       | 33              |
| BW                                                                                                  | Kunnenhof                                               | Veen Neerender Straße 9 Karte                | traufenständiges, zweigeschossiges, unverputztes Backsteinhaus unter Krüppelwalmdach eingeschossiges Backsteinhaus unter Satteldach | 1911 | 22.11.1991       | 34              |
| Hof Klein                                                                                           | Hof Klein                                               | Menzelen Bernshuck 12 Karte                  | Backsteinhofanlage bestehend aus zweigeschossigem Wohnhaus unter Satteldach, Mittelhaus und Wirtschaftsgebäuden | 1889 | 22.11.1991       | 35              |
| BW                                                                                                  | Haxkeshof                                               | Alpen Römerstraße 311 Karte                  | Backsteinhofanlage bestehend aus traufenständigem, fünfachsigem, zweigeschossigem Backsteinwohnhaus unter Satteldach, Mittelhaus und Stallgebäuden | Ende des 19. Jahrhunderts erste Hälfte des 20. Jahrhunderts (Wirtschaftsgebäude)                             | 22.11.1991       | 37              |
| ehemalige Windmühle                                                                                 | ehemalige Windmühle                                     | Alpen Im Winkel 12 Karte                     | unverputzter Backsteinstumpf | um 1880 | 26.03.1992       | 38              |
| Hofanlage                                                                                           | Hofanlage                                               | Menzelen Birtener Straße 2 Karte             | traufenständiges, zweigeschossiges Backsteinhaus unter Walmdach Mittelhaus Backsteingebäude unter Satteldächern | 1822 1852 (Wirtschaftsgebäude)                                                                               | 16.04.1992       | 39              |
| Heiligenhäuschen                                                                                    | Heiligenhäuschen                                        | Menzelen Ringstraße 23 Karte                 | | zweite Hälfte des 19. Jahrhunderts 1929 (Änderung)                                                           |                  | 41              |
| BW                                                                                                  | Hof Vogt                                                | Menzelen Eppinghoven Karte                   | zweigeschossiger Backsteinbau unter Mansarddach Gartentore | 1912 |                  | 44              |
| BW                                                                                                  | Hofanlage                                               | Menzelen Riller Weg 51 Karte                 | traufenständiges, zweigeschossiges, unverputztes Backsteinwohnhaus unter Krüppelwalmdach Mittelhaus Wirtschaftsteil | 1856 |                  | 45              |
| Wirtschaftsgebäude                                                                                  | Wirtschaftsgebäude                                      | Menzelen Ringstraße 70 Karte                 | traufenständiger, eingeschossiger, fünfachsiger, unverputzter Backsteinbau unter Satteldach eingeschossiger Backsteinwirtschaftsteil unter Satteldach | 1900/1905 um 1910 (Wirtschaftsgebäude)                                                                       |                  | 46              |
| Gastwirtschaft und Saal                                                                             | Gastwirtschaft und Saal                                 | Menzelen Ringstraße 87 Karte                 | eingeschossiger, massiver, verputzter Gaststättenbau unter Mansarddach siebenachsiger Backsteinsaalbau unter Stichtonnendach | 1908–1914 |                  | 47              |
| Schule                                                                                              | Schule                                                  | Menzelen Ringstraße 92 Karte                 | zweigeschossiger, unverputzter Backsteinbau unter Satteldächern | 1903/1904 1913/1914 (Aufstockung)                                                                            |                  | 48              |
| BW                                                                                                  | Katstelle                                               | Menzelen Schulstraße 74 Karte                | eingeschossiges, giebelständiges, unverputztes Backsteinwohnstallhaus unter Krüppelwalmdach | um 1900 |                  | 49              |
| BW                                                                                                  | Katstelle                                               | Alpen Ulrichstraße 128 Karte                 | giebelständiges, eingeschossiges, verputztes Backsteinwohnstallhaus unter Krüppelwalmdach | um 1910 | 02.08.1993       | 50              |
| BW                                                                                                  | Hofanlage                                               | Alpen Ulrichstraße 132 Karte                 | Backsteinhofanlage bestehend aus anderthalbgeschossigem, traufenständigem Wohnhaus unter Krüppelwalmdach, Wirtschaftsgebäuden unter Krüppelwalmdächern und Satteldächern und Wirtschaftsbau | um 1910 | 02.08.1993       | 51              |
| BW                                                                                                  | Hemmerhof                                               | Alpen Unterheide 11 Karte                    | eingeschossiges, traufenständiges Backsteinwohnhaus unter Krüppelwalmdach unverputzte Backsteinställe | erste Hälfte des 19. Jahrhunderts (Wohnhaus) Ende des 19. / Anfang des 20. Jahrhunderts (Wirtschaftsgebäude) | 05.08.1993       | 52              |
| BW                                                                                                  | Weyerhof                                                | Menzelen Weyerhof 1 Karte                    | Hofanlage bestehend aus traufenständigem, zweigeschossigem Backsteinwohnhaus unter Krüppelwalmdach, Mittelhaus, Backsteinstallgebäude und Wirtschaftsgebäude | 1856 | 19.11.1993       | 53              |
| BW                                                                                                  | Grabkreuz evangelischer Friedhof                        | Bönninghardt Winnenthaler Straße Karte       | 1,80 m hohes gusseisernes Grabkreuz | 1869 | 02.08.1993       | 54              |
| BW                                                                                                  | Kriegerdenkmal                                          | Bönninghardt Bönninghardter Straße Karte     | Kriegergedächtniskapelle für die Opfer des Ersten Weltkriegs | um 1920 | 02.08.1993       | 55              |
| weitere Bilder                                                                                      | Kriegerdenkmal                                          | Bönninghardt Bönninghardter Straße Karte     | Anlage neben der evangelischen Kirche für die Gefallenen des Ersten und Zweiten Weltkriegs | erstes Viertel und Mitte des 20. Jahrhunderts                                                                | 15.06.1993       | 56              |
| sogenannte Schreibers-Mühle                                                                         | sogenannte Schreibers-Mühle                             | Alpen Am Mühlenturm / Im Dahlacker Karte     | Rest einer Backsteinturmwindmühle | um 1720 | 02.08.1993       | 58              |
| weitere Bilder                                                                                      | Wohnhaus                                                | Alpen Burgstraße 23 Karte                    | traufenständiger, zweigeschossiger, neunachsiger, unverputzter Backsteinbau unter Krüppelwalmdach | 1841 | 09.12.1993       | 59              |
| BW                                                                                                  | Cörtharshof                                             | Veen Holländer Straße 14 Karte               | traufenständiger, eingeschossiger, fünfachsiger, unverputzter Backsteinbau unter Satteldach Schweinestall unter Satteldach Backsteinwirtschaftsgebäude unter Satteldach | um 1910 | 02.08.1993       | 60              |
| weitere Bilder                                                                                      | ehemaliger Bahnhof Bönninghardt                         | Bönninghardt Issumer Weg 2 Karte             | eingeschossiger, traufenständiger, unverputzter Backsteinbau unter Krüppelwalmdach | kurz nach 1900                                                                                               | 02.08.1993       | 61              |
| BW                                                                                                  | Schule                                                  | Veen Kirchstraße 16 Karte                    | traufenständiger, zweigeschossiger Backsteinbau unter Walmdach | 1931 | 02.08.1993       | 63              |
| BW                                                                                                  | Wohnhaus                                                | Alpen Lindenallee 17 Karte                   | zweigeschossiger, vierachsiger Backsteinvillenbau unter Walmdach | um 1900/1910                                                                                                 | 08.09.1993       | 64              |
| BW                                                                                                  | Hofanlage mit Scheune                                   | Bönninghardt Püttenweg 1 Karte               | giebelständiges, eingeschossiges, unverputztes Backsteinwohnstallhaus unter Krüppelwalmdach | zweite Hälfte des 19. Jahrhunderts                                                                           | 17.02.1995       | 65              |
| BW                                                                                                  | Hofanlage Schrackskath/Eloo                             | Alpen Lauerbrück 11 Karte                    | giebelständiges, eingeschossiges, teilweise verputztes Backsteinwohnstallhaus unter Krüppelwalmdach eingeschossiges Stallgebäude eingeschossiger, unverputzter Backsteinschweinestall | 1732 um 1900                                                                                                 | 22.07.1994       | 66              |
| weitere Bilder                                                                                      | Gastwirtschaft                                          | Bönninghardt Winnenthaler Straße 1 Karte     | traufenständiger, zweigeschossiger, unverputzter Backsteinbau unter Satteldach eingeschossiger Backsteinsaalbau unter Satteldach | Ende des 19. Jahrhunderts                                                                                    | 02.08.1993       | 67              |
| BW                                                                                                  | ehemalige Schule                                        | Veen Wolfhagenstraße 12 Karte                | traufenständiges, eingeschossiges Backsteingebäude unter Satteldach | um 1910 | 02.08.1993       | 69              |
| BW                                                                                                  | Wohngebäude                                             | Alpen Zum Wald 21 Karte                      | eingeschossiges, in der Hauptfassade fünfachsiges, unterkellertes Backsteingebäude mit pfannengedecktem Satteldach | 1901 | 02.09.2014       | 70              |
| Ehemaliges Schmiedegebäude Peters                                                                   | Ehemaliges Schmiedegebäude Peters                       | Menzelen Birtener Straße 8 Karte             | traufenständiges, eingeschossiges, zum Hof sieben-, am freistehenden Giebel und an der Rückseite jeweils zweiachsiges, aus Backstein errichtetes Betriebsgebäude unter Krüppelwalmdach | 1897 | 21.02.2011       | 71              |